# Perissus indistinctus
Perissus indistinctus là một loài bọ cánh cứng trong họ Cerambycidae.